# S.L. Benfica (beach soccer)
Lo Sport Lisboa e Benfica è un club professionistico di beach soccer con sede a Lisbona, in Portogallo.